# Caribarctia cardinalis
Caribarctia cardinalis là một loài bướm đêm thuộc phân họ Arctiinae, họ Erebidae.